# Orthosia guilleminiana
Orthosia guilleminiana är en oleanderväxtart som först beskrevs av Joseph Decaisne, och fick sitt nu gällande namn av Liede och Meve. Orthosia guilleminiana ingår i släktet Orthosia och familjen oleanderväxter. Inga underarter finns listade i Catalogue of Life.